# ولدیمیر پاولوفسکی
ولدیمیر پاولوفسکی (اوکراینی: Володимир Станіславович Павловський؛ زادهٔ ۱۴ آوریل ۱۹۸۰) قایقران روئینگ اهل اوکراین است.

## زندگی
پاولوفسکی در بروواری زاده شد. وی همچنین از قایقرانان روئینگ بازی‌های المپیک تابستانی ۲۰۰۸ و ۲۰۱۲ بوده‌است.